# 秋吉敏子ジャズオーケストラ フィーチャリング ルー・タバキン

秋吉敏子ジャズオーケストラ フィーチャリング ルー・タバキン（Toshiko Akiyoshi Jazz Orchestra featuring Lew Tabackin, 1983年1月 - 2003年12月29日）は、1983年に穐吉敏子（秋吉敏子）と夫ルー・タバキンがニューヨークで結成したビッグバンド。2003年12月29日、毎週月曜日の夜にコンサートを行っていたニューヨークのジャズクラブ、バードランドでの演奏を最後に解散した。
コンサートでは最初に『ロング・イエロー・ロード（Long Yellow Road）』を演奏するのが常だった。また、2001年9月11日のアメリカ同時多発テロ事件以降は、コンサートの最後に毎回『組曲「ヒロシマ―そして終焉から」』の最終楽章『ホープ（希望）』を演奏していた。

## メンバー（解散時）
トランペット
- マイク・ポネラ (Mike Ponella) （リード）
- ジム・オコナー (Jim O'Conner)
- ジョン・エッカート (John Eckert)
- ジム・ロトンディ (Jim Rotondi)

トロンボーン
- ダニエル・レビン (Daniel Levin) （リード）
- スティーヴ・アーマー (Steve Armour)
- パット・ハララン (Pat Hallaran)
- ティム・ニューマン (Tim Newman) （バストロンボーン）

木管楽器
- ルー・タバキン (Lew Tabackin) （テナーサックス、フルート、ピッコロ）
- デイヴ・ピエトロ (Dave Pietro) （アルトサックス（リード）、フルート、クラリネット）
- ジム・スナイデロ (Jim Snidero) （アルトサックス、ソプラノサックス、フルート、クラリネット）
- トム・クリステンセン (Tom Chiristensen) （テナーサックス、ソプラノサックス、フルート、クラリネット）
- スコット・ロビンソン (Scott Robinson) （バリトンサックス、ソプラノサックス、フルート、アルトフルート、バスクラリネット）

リズムセクション
- 穐吉敏子（ピアノ、作曲、編曲、リーダー）
- ポール・ギル (Paul Gill) （ベース）
- アンディ・ワトソン (Andy Watson) （ドラムス）

## 過去のメンバー
トランペット
- アンディ・グラヴィッシュ (Andy Gravish)
- ブライアン・リンチ (Brian Lynch)
- クリス・アルバート (Chris Albert)
- クリス・ペイシン (Chris Pasin)
- グレッグ・ギズバート (Greg Gisbert)
- ジョー・マグナレリ (Joe Magnarelli)
- ジョー・モゼロ (Joe Mosello)
- マイク・プライス (Mike Price)

トロンボーン
- クリス・シーター (Chris Seiter)
- コンラッド・ハーウィグ (Conrad Herwig)
- ハート・スミス (Hart Smith)
- ハーブ・ベッソン (Herb Besson)
- ジョー・ヘレニー (Joe Helleny)
- ケニー・ラップ (Kenny Rupp)
- ラリー・フェレル (Larry Ferrel)
- ルイス・ボニーヤ (Luis Bonilla)
- マット・ファインダーズ (Matt Finders) （バストロンボーン）
- フィル・ティール (Phil Teele) （バストロンボーン）
- スコット・ウィットフィールド (Scott Whitfield) （リード）

木管楽器
- エド・ズィクス (Ed Xiques) （バリトンサックス、ソプラノサックス、バスクラリネット）
- フランク・ウェス (Frank Wess) （アルトサックス（リード）、ソプラノサックス、フルート）
- ジェリー・ドジョン (Jerry Dodgion) （アルトサックス、ソプラノサックス、フルート）
- マーク・ロープマン (Mark Lopeman) （バリトンサックス、バスクラリネット）
- ウォルト・ワイスコフ (Walt Weiskopf) （テナーサックス、ソプラノサックス、フルート、クラリネット）

リズムセクション
- ダグ・ワイス (Doug Weiss) （ベース）
- ジェイ・アンダーソン (Jay Anderson) （ベース）
- マイク・フォマネク (Mike Formanek) （ベース）
- フィリップ・アーツ (Philippe Aerts) （ベース）
- ジェフ・ハースフィールド (Jeff Hirschfield) （ドラムス）
- テリ・クラーク (Terry Clarke) （ドラムス）